# Поєднання вина та їжі
Поєднання вина та їжі (еногастрономія) — комбінація вина та їжі, коли вони підкреслюють переваги один одного, або створюють додаткову гаму смаку та аромату. 

## Культура споживання вина
В давні часи в культурі споживання вина та їжі було прийнято запивати їжу вином, в сучасній культурі прийнято дегустувати вина, а також вживати страви після вина. Культура споживання вина відрізняється від споживання міцних напоїв та пива. Вином насолоджуються, дегустують, стимулюють апетит, та отримують естетичне задоволення. 
Вино слід пити в невеликій кількості, хорошої якості, в слушний час і в правильній послідовності.

## Принципи поєднання вина та їжі

### Принцип терруарності
Найпростіший та надійніший спосіб поєднувати вино та їжу - обирати вино згідно до регіону походження страви.

### Принцип ваги і насиченості
Страва і вино повинні відповідати один одному по тяжкості та насиченості. Згідно з цим принципом до риби подають ніжні та делікатні сорти вин. Важка і щільна їжа краще розкриватиме смак з повнотілими винами. 

### Принцип контрастності вина та страви
Прості страви краще поєднуються з ординарними винами. Вишукані страви потребують статусних вин. Іноді складні вина краще дегустувати соло, для того, щоб відчути краще смак вина. 

### Принцип кислотності і танінів
Чим більший вміст танінів у вині, що придає терпкий смак, тим більш насиченою білками має бути їжа. Вина, з високим ступенем кислотності краще підходитимуть до страв, які мають кислі нотки, жирних та солоних страв. 

### Принцип поєднання вина та соусу
- до вершкових соусів пасує насичене вино, як шардоне;

- до ягідних соусів - піно нуар,санджовезе;

- до соусів песто, чи на основі томатів пасуватимуть легкі, білі сухі вина.[4]